# Nikolai Dmitrijewitsch Gulajew

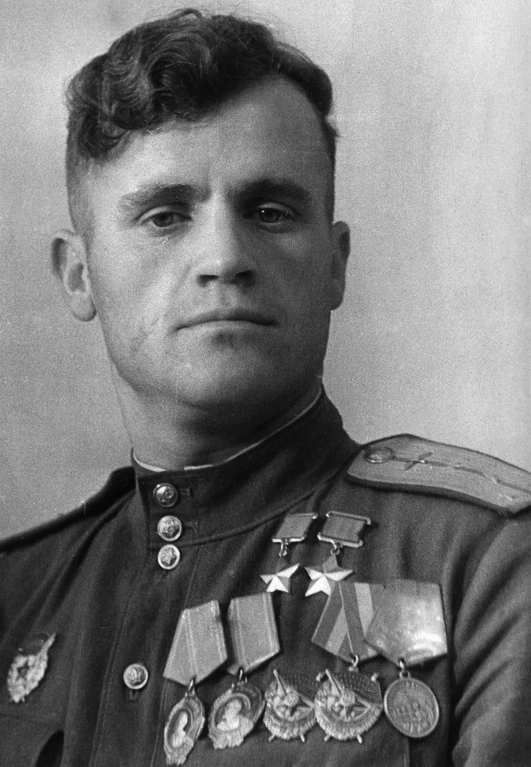
Nikolai Gulajew (1944)

Nikolai Dmitrijewitsch Gulajew (russisch Николай Дмитриевич Гулаев; * 26. Februar 1918 in Staniza Aksaiskaja bei Aksai (Oblast Rostow), Sowjetrussland; † 27. September 1985 in Moskau) war ein sowjetischer Jagdflieger, zweifacher Held der Sowjetunion und sogenanntes Fliegerass im Zweiten Weltkrieg.

## Leben
Gulajew wurde in einem Dorf nahe Aksai als Sohn eines Arbeiters geboren. In seiner frühen Jugend fand er in Rostow eine Beschäftigung als Schlosser. Neben seiner Arbeit wurde er Flugschüler im dortigen Aeroklub. 1938 wurde er Angehöriger der Roten Armee und an die Militärfliegerschule von Stalingrad beordert, die er 1940 abschloss. Anschließend nahm er seinen Dienst als I-16-Jagdpilot der Luftverteidigung (PWO) im 423. Jagdfliegerregiment (IAP) auf. Nach dem deutschen Überfall auf die Sowjetunion wurde Gulajew 1942 an die Front zum mit moderneren Typen ausgerüsteten 487. IAP in das Gebiet um Belgorod versetzt, wo er erste Abschusserfolge erzielte; unter anderem brachte er einen gegnerischen Bomber durch Rammen zum Absturz. Im Februar 1943 kam Gulajew zum 129. Gw IAP (Gardejagdfliegerregiment) und nahm an der Schlacht im Kursker Bogen beteiligt, nach der ihm im Rang eines Oberleutnants am 28. September 1943 erstmals der Stern eines Helden der Sowjetunion verliehen wurde. Bis dahin hatte Gulajew 95 Gefechtsflüge absolviert und dabei 13 Luftsiege erzielt. Im weiteren Kriegsverlauf erfolgte seine Beförderung zum Hauptmann und die Ernennung zum Staffelführer beim 129. Gw IAP. Das zweitemal erhielt Gulajew die höchste sowjetische Auszeichnung am 1. Juli 1944. Bis dahin hatte er 240 Gefechtsflüge absolviert, bei denen ihm in 69 Luftkämpfen 32 Abschüsse gegnerischer Flugzeuge gelangen. Während der Kämpfe im Gebiet des Pruth erzielte er während eines einzigen Einsatzes fünf Abschüsse. Bei Kriegsende wurden ihm offiziell 57 Luftsiege zuerkannt, womit er nach Iwan Koschedub und Alexander Pokryschkin einer der erfolgreichsten sowjetischen und alliierten Jagdflieger im Zweiten Weltkrieg ist.
Nach dem Krieg begann Gulajew in Moskau ein Studium an der Schukowski-Akademie und schloss es 1950 ab. 1960 folgte ein weiteres an der Generalstabsakademie. Im weiteren Verlauf seines Lebens hatte er mehrere führende Positionen innerhalb der sowjetischen Luftverteidigungsstreitkräfte inne, zuletzt im Rang eines Generaloberst. Gulajew ging 1979 in den Ruhestand und verstarb 1985 in Moskau.
Gulajew war Träger hoher Auszeichnungen. So erhielt er neben dem zweifachen Stern des Helden der Sowjetunion unter anderem zweimal den Leninorden, den Orden der Oktoberrevolution sowie viermal den Rotbannerorden.